# Albert Sanschagrin
Albert Sanschagrin (Saint-Tite, 5 août 1911 - Saint-Hyacinthe, 2 avril 2009) est un prélat canadien qui fut notamment évêque du diocèse de Saint-Hyacinthe. À sa mort, à plus de 97 ans, il était le plus vieil évêque canadien de l'Église catholique romaine.

## Biographie
Né dans une famille de dix enfants, il fit ses études à l'école des frères de Saint-Gabriel de Saint-Tite, au juniorat des oblats de Marie-Immaculée à Ottawa, au noviciat des oblats de Ville-Lasalle et au scolasticat des oblats de Saint-Jean-sur-Richelieu. Il a été ordonné le 24 mai 1936 à Sainte-Agathe-des-Monts par Mgr Eugène Limoges.
En 1939, il a travaillé pour les jeunesses ouvrières catholiques dans la préparation au mariage. Dans les années 1940 et 1950, il voyagea au Chili, en Bolivie et au Suriname. Il accéda à la tête de la province des oblats de l'est canadien en 1953. En 1957, il devient le coadjuteur du diocèse d'Amos et évêque titulaire de Bagis (de)
En 1967, il fut nommé à la tête du diocèse de Saint-Hyacinthe pour succéder à Mgr Arthur Douville. Il œuvra à l'application du concile Vatican II dans son diocèse, auquel il avait participé de 1962 à 1965. Au sein de la conférence des évêques catholiques du Canada, il fut à la tête de la commission chargée de l'aide à l'Amérique latine. Il a contribué à rétablir le diaconat permanent et s'est occupé des liens  entre évêques et religieux.
Il passa ses dernières années à la résidence des Missionnaires Oblats de Richelieu.